# Bayingolin
Bayingolin (chiń. 巴音郭楞蒙古自治州; pinyin Bāyīnguōlèng Měnggǔ Zìzhìzhōu; mong. ᠪᠠᠶᠠᠨᠭᠣᠣᠯ ‍ᠤᠨ ᠮᠣᠩᠭᠣᠯ ᠥᠪᠡᠷᠲᠡᠭᠡᠨ ᠵᠠᠰᠠᠬᠤ ᠵᠧᠤ, Bayangolyn Mongol öörtöö zasakh toirog; ujg. بايىنغولىن موڭغۇل ئاپتونوم ئوبلاستى, Bayingholin Mongghul Aptonom Oblasti) – mongolska prefektura autonomiczna w Chinach, w regionie autonomicznym Sinciang. W 1999 roku liczyła 1 012 259 mieszkańców. Siedzibą prefektury jest Korla.

## Podział administracyjny
Prefektura autonomiczna Bayingolin podzielona jest na:
- miasto: Korla,
- 7 powiatów: Luntai, Yuli, Ruoqiang, Qiemo, Hejing, Hoxud, Bohu,
- powiat autonomiczny: Yanqi.